# 高橋秀幸 (プロレスラー)
高橋 秀幸（たかはし ひでゆき、1965年6月6日 - ）は、日本のプロレスラー。宮城県黒川郡出身。クラッシャー高橋のリングネームでも知られる。

## 経歴
1994年10月9日、北海道・鹿追町総合体育館における将軍KYワカマツ＆宇宙パワーX、宇宙パワーXX戦でデビュー（パートナーは高野拳磁、紅林慎一郎）。
IWA流山でデビューし、団体が解散した以降は、PWC、WXY、西日本プロレスと所属団体を転々とし、 翌年からフリーランスとして活動。
この間、高橋プロレスジムを立ち上げ、新人レスラーの指導を行っていた。
1995年8月、石川一家への合流を挟み、2002年1月に「CROWN」を旗揚げ。2017年現在は所属選手ひとりの状態とはなるものの、屋台村やPWCなどゼロ年代どインディーシーン体現者のひとりとして数えられる。石川一家以降の素顔でのファイトは、本名である高橋秀幸とクラッシャー高橋の名前を併用している。
2017年5月28日、イーグルプロレス小山大会にて突如乱入、スーパー・ジューディスト、大野翔士のMAD OUTLAW'Sに加わる。自身約10年ぶりとなるイーグルマット登場。
2018年12月16日、イーグルプロレス小山大会で開催されたイーグル認定タッグ王座決定トーナメントに大野翔士とのMAD OUTLAW'Sでエントリー。1回戦で松崎和彦＆バンジー高田、準決勝で島田宏＆谷津嘉章、決勝戦で井坂レオ＆香取貴大を破り優勝。初代イーグル認定タッグ王者となる。
2019年12月、イーグルプロレスに入団。

## 人物
- バックボーンは柔道、アマチュアレスリングであり、どインディーシーンを象徴する人物でありながら、将軍KYワカマツ、高野拳磁、石川孝志と新日本プロレスや全日本プロレスの系譜につながる師匠筋を持つことで、しっかりとしたベースを持つオールドスクールレスリングを得意とする。また、デビュー2年目の時点で「古き良きプロレスの復活」をテーマに掲げていたほどの80年代アメリカンプロレス好きでもある。
- 一方でCROWNではブレイク前の男色ディーノを受け入れ、透明人間・ミステロン戦を組む[5]など、前衛プロレスにも理解を示す懐の深さを持つ。
- テンガロンハットと濃い胸毛が特徴。
- 趣味はウエスタングッズの収集とセーラームーングッズ収集。
- 好きな女優は松原のぶえ[2]。
- 好きな食べ物はショートケーキ。

## 得意技
アドニス式ブルドッキングヘッドロック
フライングラリアット
スモーピオンデスロック
スピニング・トーホールド
ギブソンクラッチ
ロバート・ギブソン直伝。
カーフ・ブランディング

## タイトル歴
SGP
- MFM（マンモスフリーマーケット）王座 - 2003年5月4日に加藤拳を下し獲得。

イーグルプロレス
- イーグル認定タッグ王座（初代） - パートナーは大野翔士。2018年12月16日にタッグ王座決定トーナメントが開催され、決勝戦で井坂レオ＆香取貴大を下し獲得。